# Parc naturel de Madère
Le parc naturel de Madère (portugais : Parque Natural da Madeira) est une vaste réserve biologique située à Madère, où l'on trouve une faune et une flore endémique unique au monde. Il a été créé en 1982 pour protéger les ressources naturelles de l'archipel, et on y trouve certaines espèces menacées d'extinction comme le Pétrel de Madère. Ce parc national inclut les deux tiers du territoire de l'île de Madère. Il abrite notamment des laurisylves, un habitat particulier de l'île.

## Réserves naturelles périphériques
- Réserve naturelle partielle do Garajau
- Réserve naturelle partielle de Ponta de São Lourenço
- Réserve naturelle de Rocha do Navio